# بروس هوبكينز (لاعب دوري الرغبي)
بروس هوبكينز (بالإنجليزية: Bruce Hopkins)‏ هو لاعب دوري الرغبي أسترالي، ولد في 6 ديسمبر 1924، وتوفي في 26 ديسمبر 2013 في كوفس هاربور في أستراليا.